# Сёдзицу Кэнри Катаити-рю
Сёдзицу Кэнри Катаити-рю (яп. 初実剣理方一流 ) — древняя школа баттодзюцу и кэндзюцу, классическое боевое искусство Японии, основанное приблизительно в 1680 году мастером по имени Имаэда Сатю Рёдай.

## История
Школа Сёдзицу Кэнри Катаити-рю была основана приблизительно в 1680 году мастером по имени Имаэда Сатю Рёдай.
По состоянию на 2010 год школа Сёдзицу Кэнри Катаити-рю входит в состав организации Нихон Кобудо Кёкай, а её 17-м патриархом является Уэцуки Мотому (яп. 植月 求).